# László Borbély
László Borbély (n. 26 martie 1954, Târgu Mureș, România) este un politician român de etnie maghiară, care este consilier de stat și coordonează Departamentul pentru Dezvoltare Durabilă din cadrul Guvernului României. A fost ministru al mediului în guvernul Boc (2) și în guvernul Ungureanu. În cadrul activității sale parlamentare, László Borbély a fost membru în următoarele grupuri parlamentare de prietenie:
- în legislatura 2000-2004: Republica Ecuador, Republica Peru;
- în legislatura 2004-2008: Regatul Danemarcei, Islanda, Republica Austria;
- în legislatura 2008-2012: Republica Letonia, Regatul Danemarcei, Republica Federală Germania;
- în legislatura 2012-2016: Regatul Danemarcei, Republica Federală Germania.

## Biografie
László Borbély s-a născut la data de 26 martie 1954, în orașul Târgu Mureș. A urmat cursurile Institutului de Științe Economice din cadrul Universității Timișoara (1973-1977), absolvind apoi un curs postuniversitar la Academia de Studii Economice din București (1985) și un seminar postuniversitar la Universitatea din Salzburg (1991).
După absolvirea facultății, a lucrat ca economist la Întreprinderea Mecanică "Republica" din Reghin și la BJATM Tg. Mureș (1977-1984) și apoi ca șef Birou comercial la ICRA Tg. Mureș (1984-1990).
Imediat după Revoluția din decembrie 1989, László Borbély devine vicepreședinte al FSN din Tg. Mureș (martie - mai 1990). Apoi, odată cu înființarea Uniunii Democratice a Maghiarilor din România (UDMR), devine membru al UDMR și este ales ca președinte al Filialei Județene UDMR Mureș (1990-1994). În prezent, el este vicepreședinte executiv al UDMR pe probleme de guvernare (din 1998) și președinte al Consiliului Reprezentanților Filiala Județeană Mureș a UDMR (din 2000).
În perioada 1990–1996 a fost deputat de Mureș în Parlamentul României, fiind ales pe listele UDMR. În calitate de deputat, a îndeplinit următoarele funcții: membru în Comisia pentru industrie și servicii (1990-1992), secretar al Comitetului Director al Grupului Român al Uniunii Interparlamentare (1990-1992), membru în Comisia pentru politică economică, reformă și privatizare (1992 - septembrie 1994 și februarie - decembrie 1996), membru în Comisia Parlamentului României pentru integrare europeană (1992-1996), vicepreședinte al grupului parlamentar UDMR (1991-1994), membru al Biroului Permanent al Camerei Deputaților (1992-1995) și secretar al Camerei Deputaților (septembrie 1994 - decembrie 1995).
După o perioadă în care a îndeplinit funcția de secretar de stat la Ministerul Lucrărilor Publice și Amenajării Teritoriului (1996-2000), László Borbély revine începând din anul 2000 ca deputat de Mureș în Parlamentul României, fiind ales pe listele UDMR. În calitate de deputat, îndeplinește funcțiile de: secretar (septembrie 2001 - februarie 2004) și chestor (decembrie 2000 - septembrie 2001, februarie 2004 - ianuarie 2005) al Biroului Permanent al Camerei Deputaților, membru al Delegației Parlamentului României la Inițiativa Central-Europeană - Dimensiunea Parlamentară (2000-2004), membru în Comisia pentru egalitatea de șanse pentru femei și bărbați (decembrie 2004 - februarie 2005), membru în Comisia pentru buget, finanțe și bănci (februarie 2005 - februarie 2008) și membru în Comisia pentru politică economică, reformă și privatizare (din februarie 2008).
După formarea Guvernului Tăriceanu, László Borbély a fost numit în funcția de ministru delegat pentru lucrări publice și amenajarea teritoriului (29 decembrie 2004 - 5 aprilie 2007). După remanierea guvernului prin înlăturarea miniștrilor membri ai Partidului Democrat, funcția lui Borbély este desființată, el fiind numit la data de 5 aprilie 2007 ca ministru al dezvoltării, lucrărilor publice și locuințelor (minister format prin contopirea Ministerului Integrării Europene condus de Anca Boagiu cu structura ministerială condusă anterior de Borbély).
La data de 5 aprilie 2012 a demisionat din funcția de ministru al apelor, pădurilor și mediului. Interimatul a fost preluat de Mihai Răzvan Ungureanu.
În martie 2017, după ce UDMR nu l-a mai menținut pe listele pentru Legislativ, Laszlo Borbely a fost numit consilier de stat în aparatul premierului Sorin Grindeanu, în fruntea Departamentului de Dezvoltare Durabilă, pe care a continuat să-l conducă și în guvernarea Cîțu. 
La reuniunea Adunării Generale a Rețelei Europene de Dezvoltare Durabilă (ESDN) din 30 noiembrie 2021 coordonatorul Departamentului pentru Dezvoltare Durabilă din cadrul Secretariatului General al Guvernului României, László Borbély, a fost numit vicepreședinte.
De asemenea, László Borbély este președintele Fundației Culturale „Dr. Bernády György” din Tg. Mureș (din 1991) și cadru didactic asociat la Universitatea „Sapienția” din Târgu Mureș.
În afară de limba română și limba maghiară, László Borbély vorbește și limba engleză. El este căsătorit și are o fiică (Eszter Borbély) și un fiu.

## Acuzații de corupție
La data de 5 februarie 2015 Direcția Națională Anticorupție a cerut procurorului general al P.I.C.C.J să sesizeze Camera Deputaților în vederea urmăririi penale a lui László Borbély, acesta fiind învinuit de 3 infracțiuni de trafic de influență. Inculpatul László Borbély, în calitate de Ministru al Mediului și Pădurilor, ar fi intervenit asupra unor funcționari în subordine în direcția susținerii intereselor private a unor societăți comerciale. În schimbul acestor intervenții, László Borbély, ar fi primit diferite sume de bani și alte foloase necuvenite. În mai 2017, Parlamentul a votat împotriva deschiderii unei anchete de corupție.

## Lucrări publicate
- România și integrarea în NATO - coautor